# Careless Memories
Careless Memories – drugi singel Duran Duran z debiutanckiego albumu Duran Duran (1981), wydany 9 maja 1981 roku. 
Zawierał trzy utwory: tytułowy "Careless Memories", "Khanada" oraz cover "Fame" Davida Bowie z 1975 (Bowie, Alomar, Lennon). 
Teledysk do Careless Memories wyreżyserował fotograf, Perry Haines. 